# Save the World, Lose the Girl
Save the World, Lose the Girl är det amerikanska poppunkbandet Midtowns debutalbum, utgivet 2000.

## Låtlista
1. "Just Rock and Roll"  – 3:08
2. "Direction"  – 2:29
3. "Recluse"  – 3:22
4. "Another Boy"  – 0:44
5. "Let Go"  – 2:55
6. "No Place Feels Like Home"  – 4:27
7. "Such a Person"  – 2:29 (innehåller en interpolering av "God Gave Rock 'n' Roll to You" av Argent, skriven av Russ Ballard)
8. "We Bring Us Down"  – 0:59
9. "Knew It All Along"  – 2:36
10. "Come On"  – 5:12
11. "Resting Sound"  – 3:59
12. "Frayed Ends" (innehåller ett dolt spår)  – 6:27

### Fotnoter
1. ↑  ”Save the World, Lose the Girl”. Discogs.com. http://www.discogs.com/Midtown-Save-The-World-Lose-The-Girl/release/2012663. Läst 1 maj 2012.